# Ranuccio I. Farnese
Ranuccio I. Farnese (28. března 1569, Parma – 5. března 1622, Parma) vládl od roku 1592 jako vévoda z Parmy, Piacenzy a Castra.

## Život
Ranuccio, který pevně věřil v absolutní monarchii, v roce 1594 centralizoval správu Parmy a Piacenzy, čímž zrušil dosavadní rozsáhlé výsady šlechticů. Nejznámější je pro „Velkou spravedlnost“ z roku 1612, popravy velkého počtu piacenzinských šlechticů podezřelých ze spiknutí proti němu. Jeho milenka Claudia Colla a její matka byly obviněny z čarodějnictví, kterým vévodovi zabránily mít potomky, a obě byly odsouzeny k smrti upálením. Protože jeden ze spiklenců, Gianfrancesco Sanvitale, falešně zapletl do spiknutí několik italských knížat, a to Vincenza I. Gonzagu a Cesara d'Este, se jména Vincenza a Cesara objevila na seznamu spiklenců během formálního soudního řízení; v důsledku toho byla Ranucciova reputace mezi vládci Itálie nenapravitelně poškozena, protože bylo evidentní, že důvěřoval zjevně falešnému přiznání Gianfrancesca. Když následně na počátku 20. let 17. století hledal Ranuccio nevěstu pro svého mladšího legitimního syna a dědice Odoarda, žádná z italských vládnoucích rodin mu svou princeznu nenabídla. Nakonec se však podařilo pro syna získat ruku Markéty Medicejské, dcery Cosima II. Toskánského.
Jako syn portugalské infantky Marie byl v roce 1580, po smrti bezdětného krále, svého prastrýce Jindřicha, považován za potenciálního portugalského krále. Trůn však přešel na Filipa II. Habsburského, jehož vojska okamžitě po smrti krále Jindřicha obsadila zemi.
Smrt jeho prastrýce krále Jindřicha vyvolala boj o portugalský trůn, když bylo Ranucciovi 11 let. Jako syn zesnulé nejstarší dcery vévody Eduarda z Guimarães, jediného syna Manuela I. Portugalského, jehož manželští potomci byli tou dobou naživu, byl Ranuccio podle feudálního zvyku prvním následníkem portugalského trůnu. Nicméně jeho otec byl spojencem a dokonce poddaným španělského krále, dalšího uchazeče, takže práva Ranuccia nebyla příliš uplatňována. Místo toho si ambiciózně, leč neúspěšně nárokovala trůn mladší sestra Ranucciovy matky, vévodkyně Kateřina z Braganzy.
Pod Ranucciovou vládou vévodství anektovalo Colorno, Sala Baganzu a Montechiarugolo. Řídil kulturní obnovu města Parma, podporoval umění a postavil 4500 sedadel v Teatro Farnese. Řada vylepšení a památek v Parmě byla vybudována pod vedením Ranuccia I. a na jeho příkaz, včetně revitalizace parmské univerzity a konečného rozšíření městských hradeb. Stavba Palazzo della Pilotta, dvorního paláce rodiny Farnese, byla dokončena v roce 1620.
Ranuccio zemřel 5. března 1622 v rodné Parmě ve věku 52 let. Jeho nástupcem se stal jeho desetiletý syn Odoardo, zpočátku pod regentstvím Ranucciova bratra Odoarda.

## Manželství a potomci
7. května 1600 se jednatřicetiletý vévoda v Římě oženil s dvanáctiletou Markétou Aldobrandini, neteří papeže Klementa VII. Měli spolu devět dětí:
- Alexandr František Maria Farnese (*/† 8. srpna 1602)
- Marie Farnese (*/† 5. září 1603)
- Alexandr Farnese (5. září 1610 – 24. července 1630); dědičný princ Parmy a Piacenzy, narodil se hluchoněmý a tak byl zbaven dědictví
- Odoardo Farnese (28. dubna 1612 – 11. září 1646); vévoda z Parmy, Piacenzy a Castra;
⚭ 1628 Markéta Medicejská (31. května 1612 – 6. února 1679)
- Orazio Farnese (7. července 1613 – 28. února 1614)
- Marie Kateřina Farnese (18. února 1615 – 25. července 1646);
⚭ 1631 František I. d'Este (6. září 1610 – 14. října 1658); vévoda z Modeny a Reggia; po smrti Marie Kateřiny se František ožení s její mladší sestrou Viktorií
- Marie Farnese (*/† 29. dubna 1618)
- Viktorie Farnese (29. dubna 1618 – 10. srpna 1649);
⚭ 1648 František I. d'Este
- František Maria Farnese (15. srpna 1619 – 12. července 1647); kardinál

Před svatbou měl vztah s Briseide Ceretoli, dcerou Ottavia Ceretoliho, kapitána, který zemřel při následování parmského vévody Alexandra. S ní měl dvě nemanželské děti:
- Ottavio Farnese (1598–1643)
- Isabela Farnese